# Stazione di Merone
La stazione di Merone è la stazione ferroviaria situata all'incrocio fra le linee Milano-Asso e Como-Lecco ubicata nel comune di Merone.

## Storia
La prima stazione di Merone fu aperta nel 1879 con l'inaugurazione della ferrovia Milano-Erba. Tale fermata si trovava nella frazione Ponte Nuovo del comune di Incino. Poiché il progetto della ferrovia Como-Lecco prevedeva il passaggio nei pressi dell'abitato di Merone, la società costruttrice della linea, la Società Italiana per le strade ferrate meridionali, chiese ed ottenne la possibilità di incrociarla con la linea delle Ferrovie Nord Milano.
Le due società ferroviarie cooperarono per la costruzione di un nuovo impianto, il quale fu aperto all'esercizio il 27 settembre 1888, pochi giorni prima dell'apertura della Como-Lecco.
Fra il 2012 e il 2015 furono condotti alcuni lavori di rinnovamento comprendenti l'allargamento e innalzamento al piano del ferro delle banchine e la realizzazione di sottopasso dotato di ascensore e pensiline.

## Strutture e impianti
La stazione, gestita da Ferrovienord, è comune tra la rete Ferrovienord (linea Milano-Asso) e quella RFI (linea Como-Lecco).

## Movimento
La stazione è servita dai treni di Trenord delle linee Milano-Seveso-Asso e Como-Molteno(-Lecco).
Nel 2005 la stazione registrò il transito di 227.536 viaggiatori, il 12,9% in meno rispetto al precedente biennio.

## Servizi
- Biglietteria self-service